# Gavin Williams
Pour les articles homonymes, voir Williams.

a Compétitions nationales et continentales officielles uniquement.

b Matchs officiels uniquement.
Dernière mise à jour le 15 février 2018.
Gavin Williams, né le 25 octobre 1979 à Auckland, est un joueur de rugby à XV international samoan, évoluant au poste de centre ou arrière (1,86 m pour 102 kg). Il est le frère de Paul Williams lui aussi international samoan.

## Statistiques en équipe nationale
- 16 sélections avec les Samoa entre 2007 et 2010.
- 106 points.
- Il participe à la coupe du monde de rugby 2007.

- 2 sélections avec les Pacific Islanders en 2008.
- 0 point

## Palmarès
- ASM Clermont
  - Vainqueur du Championnat de France en 2010